# Targhe d'immatricolazione del Montenegro

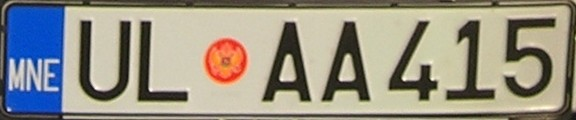
Targa di un veicolo immatricolato nel comune di Dulcigno (Ulcinj)

Le targhe d'immatricolazione del Montenegro sono destinate ai veicoli immatricolati nel paese balcanico.

## Sistema in uso

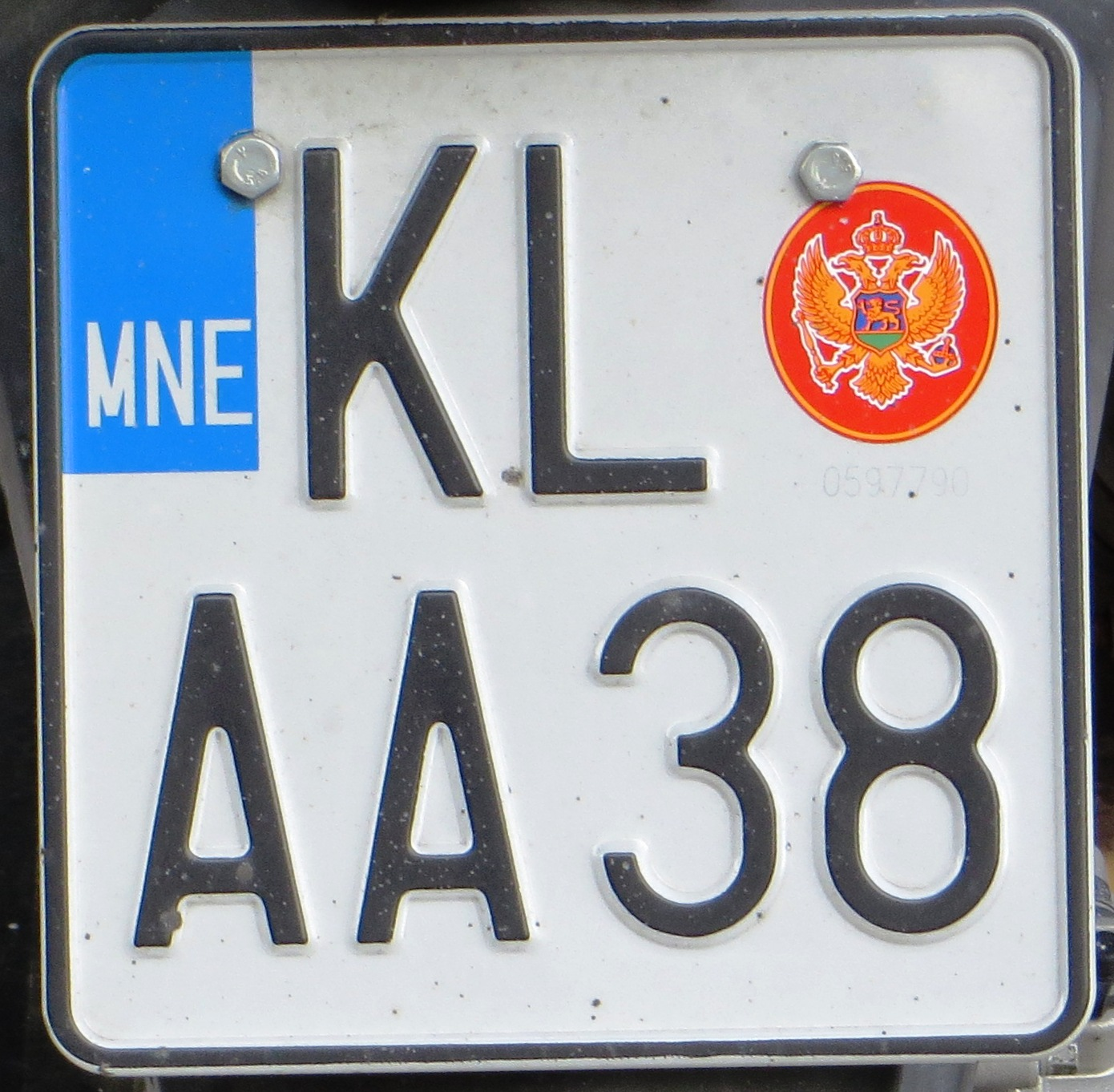
Esempio di formato per motocicli

Il formato attualmente in uso è stato introdotto il 6 giugno 2008, due anni dopo l'indipendenza di questo Stato dalla Serbia. Le targhe ordinarie misurano 520 × 110 mm, come quelle di molti Paesi europei, e sono composte da due lettere indicanti l'area di immatricolazione, uno spazio occupato da un cerchio con all'interno la bandiera nazionale, altre due lettere (escluse "Q", "W", "X" e "Y" nonché "I" e "O" che si confondono rispettivamente con "1" e "0") e un numero di tre cifre. Nelle targhe dei rimorchi la sequenza è invertita: le cifre precedono le lettere. Sono emesse anche targhe su due linee per autoveicoli (340 × 220 mm), motoveicoli e ciclomotori (entrambi recano un numero di due cifre invece di tre). A sinistra è riportata la sigla internazionale MNE di colore bianco su una banda blu.

## Varianti

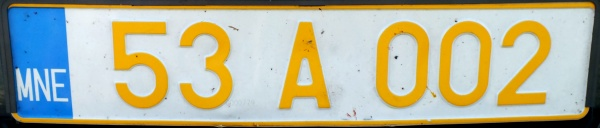
Targa diplomatica (53 = Norvegia)

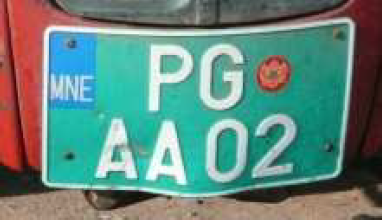
Targa di una macchina agricola

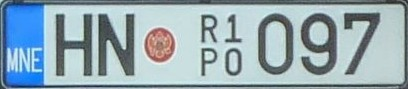
Targa provvisoria con banda blu

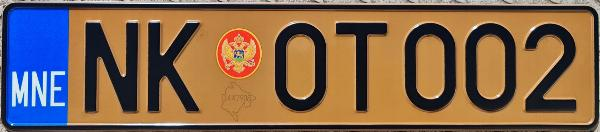
Formato per veicoli d'epoca

- Bordo e caratteri gialli: targhe diplomatiche; il numero anteposto alla lettera (vd. infra) identifica uno Stato se è formato da due cifre, un'organizzazione internazionale se è invece composto da tre cifre.
- Bordo e testo di colore bianco-argento su base verde: macchine agricole.
- Lettere, cifre e bordo bianchi su base rossa: mezzi pesanti con peso a vuoto > 40 t.
- Scritte blu su fondo bianco: veicoli della Polizia.
- Con un costo aggiuntivo si possono richiedere targhe personalizzate, con blocchi numerici, alfanumerici o alfabetici di cinque caratteri (quattro per i veicoli a due ruote) dopo la sigla del comune e il cerchio con lo stemma nazionale. Possono essere usate anche lettere non utilizzate nelle targhe d'immatricolazione ordinarie: W, X, Y, Q e quelle con segni diacritici dell'alfabeto montenegrino latino (Č, Ć, Š, Đ, Ž).
- Targhe per concessionari, garagisti e proprietari di autofficine: di metallo o cartone, recano la dicitura PROBA scritta in piccolo sulla destra e ruotata di 90 gradi in senso orario nelle targhe su un'unica linea, posizionata in alto in quelle su due linee.
- Targhe provvisorie: sono nere su sfondo bianco e possono avere o no la banda blu. Nel formato in cui questa è presente, la sigla identificativa dell'area di immatricolazione è impressa a caratteri normali; nel tipo sprovvisto di banda blu, essa è posizionata a sinistra, sotto le lettere RPE (che stanno per Registrovano Privremeno, cioè "targa provvisoria"), della medesima grandezza e dello stesso colore. Seguono: il cerchio con la bandiera nazionale, le lettere RP, di dimensioni ridotte e in verticale, le ultime due cifre dell'anno di validità, anch'esse allineate verticalmente, infine un numero di tre cifre che inizia da 001.
- Targhe per veicoli d'epoca: introdotte da febbraio 2022, si contraddistinguono per i caratteri neri su fondo marrone chiaro riflettente e le lettere fisse OT (che stanno per Oldtimer) anteposte alla numerazione.

## Formato terminato nel 2008

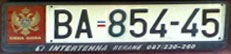
Formato con banda aggiuntiva (settembre 2006–06/06/2008)

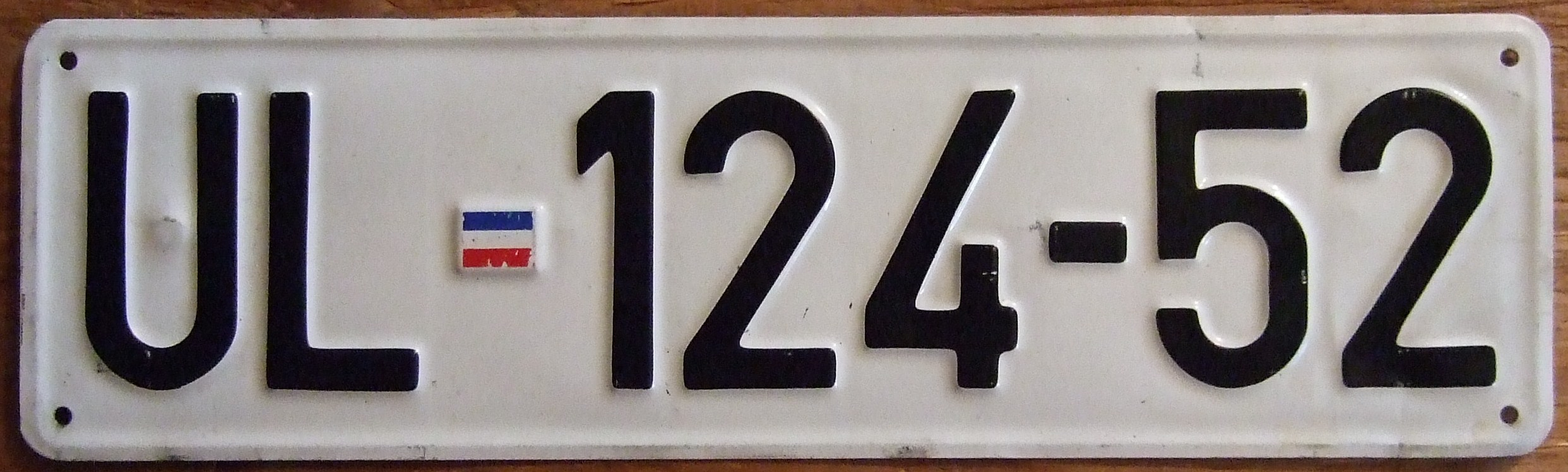
Il formato corto senza banda a sinistra (1992–06/06/2008)

Poiché le targhe serbe erano relativamente corte, dal 1º settembre del 2006 al 6 giugno 2008 veniva solitamente fissata sulla sinistra una banda aggiuntiva con la bandiera nazionale che sormontava il nome ufficiale del Paese "CRNA GORA" o, meno frequentemente, le lettere MNE di color oro. La bandiera della Repubblica Federale di Jugoslavia, impressa in piccolo a destra della sigla del comune di immatricolazione del veicolo, precedeva due numeri (generalmente il primo di tre e il secondo di due o tre cifre) separati da un trattino. 
Da febbraio del 2003 a fine agosto del 2006 la sigla automobilistica internazionale sulla banda blu a sinistra, opzionale, era SCG (Srbija i Crna Gora, ossia Serbia e Montenegro).
I ciclomotori avevano il nome del comune scritto per esteso in cirillico nella linea superiore, mentre in quella inferiore era posizionato un numero di quattro cifre a partire da 0001.
Le targhe delle macchine agricole, edili e operatrici per la manutenzione delle strade erano uguali a quelle emesse in Serbia prima del 2011.

### Automezzi della Gendarmeria / Polizia
I veicoli della Gendarmeria / Polizia (Milicija) avevano targhe blu con caratteri bianchi. Anche prima dell'indipendenza dalla Serbia la lettera iniziale, seguita da due numeri di tre cifre separati da un trattino, era una P al posto della "M".

## Sigle e comuni corrispondenti

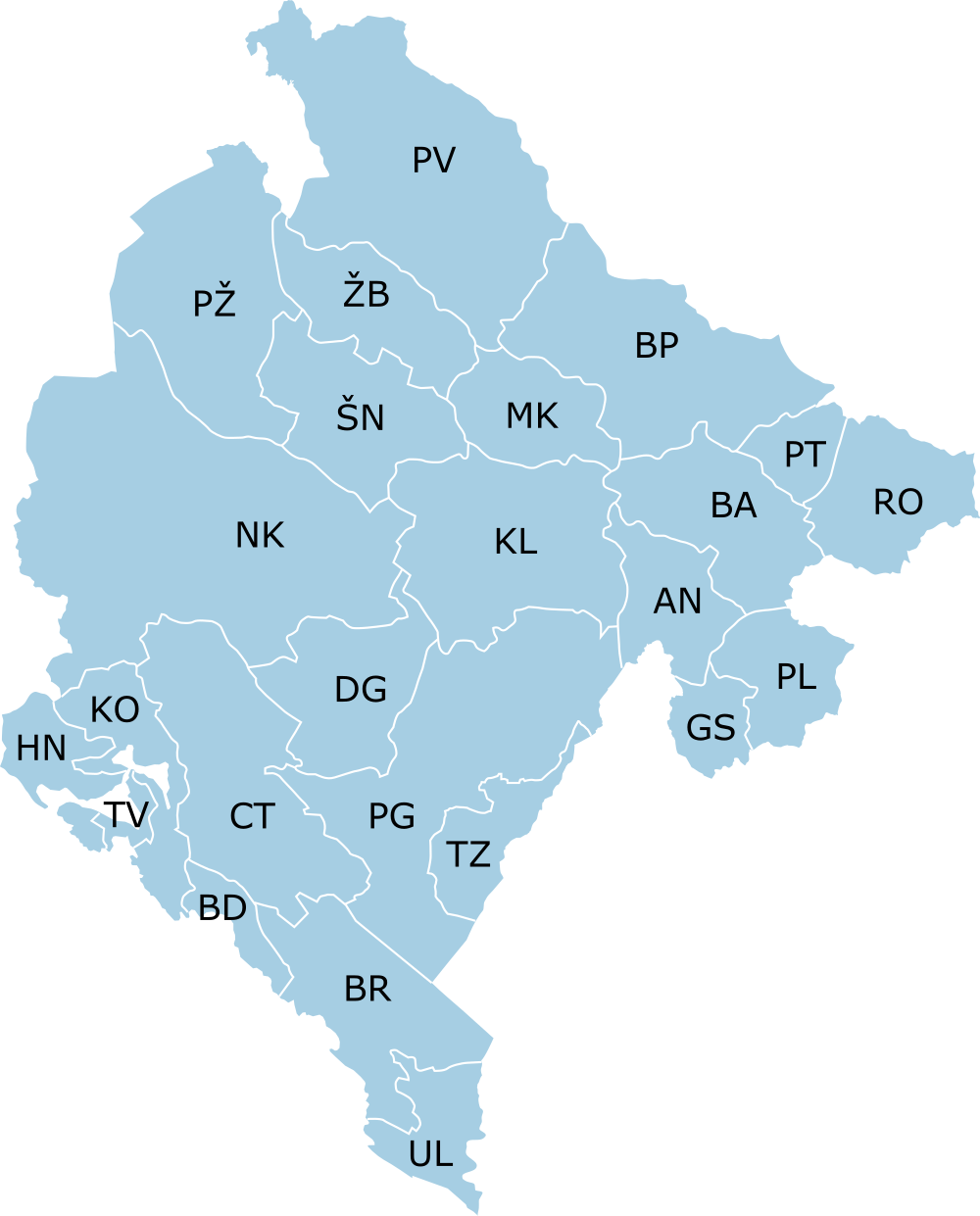
Suddivisione del Montenegro in comuni con le rispettive sigle in uso nelle targhe d'immatricolazione

Nel seguente elenco sono riportate in ordine alfabetico le sigle utilizzate o cessate nelle targhe d'immatricolazione del Montenegro e i comuni corrispondenti:
| Sigla | Comune                    | Note |
| ----- | ------------------------- | --- |
| AN    | Andrijevica               | Dal 2008 |
| BA    | Berane                    | Codice subentrato a IG nel 1992.                                                                            |
| BD    | Budua (Budva)             | |
| BP    | Bijelo Polje              | |
| BR    | Antivari (Bar)            | |
| CT    | Cettigne (Cetinje)        | |
| DG    | Danilovgrad               | Dal 2008 |
| GS    | Gusinje                   | Fino al 2016 il comune era incorporato a quello di Plav. Endonimi albanesi: Guci, Gucia.                    |
| HN    | Castelnuovo (Herceg Novi) | |
| IG    | Ivangrad                  | Sigla sostituita nel 1992 da BA.                                                                            |
| KL    | Kolašin                   | Dal 2008 |
| KO    | Cattaro (Kotor)           | |
| MK    | Mojkovac                  | Dal 2008 |
| NK    | Nikšić                    | |
| PG    | Podgorica                 | Codice subentrato a TG nel 1992.                                                                            |
| PL    | Plav                      | Dal 2008 |
| PT    | Petnjica                  | Fino al 2016 il comune era incorporato a quello di Berane.                                                  |
| PV    | Pljevlja                  | |
| PŽ    | Plužine                   | Dal 2008 |
| RO    | Rožaje                    | Dal 2008 |
| ŠN    | Šavnik                    | Dal 2008 |
| TG    | Titograd                  | Sigla sostituita nel 1992 da PG.                                                                            |
| TV    | Tivat                     | Dal 2008 |
| TZ    | Tuzi                      | Dal 2019. Divenuta comune dal 1º settembre 2018, prima era incorporata a Podgorica. Endonimo albanese: Tuz. |
| UL    | Dulcigno (Ulcinj)         | |
| ŽB    | Žabljak                   | Dal 2008 |
| ZT    | Zeta                      | Da ottobre 2023                                                                                             |

### Golubovci e Tuzi

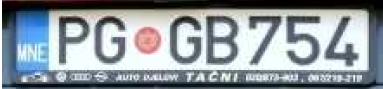
Targa di un'autovettura immatricolata a Golubovci prima dell'ottobre 2023

Alla località di Golubovci, a sud della capitale, veniva assegnata dopo la sigla identificativa del comune la lettera fissa "G" in testa alla serie alfanumerica, del tipo PG GX123, dove X = lettera sequenziale da "A" a "K". Dal 18 agosto 2022 la località è stata scorporata dal comune di Podgorica, formando la municipalità autonoma di Zeta (la sigla automobilistica corrispondente ZT è stata però introdotta nell'autunno 2023, vd. sopra).
Alla cittadina di Tuzi, a est di Podgorica, era invece riservata la serie PG TX123, dove X = lettera sequenziale da "A" a "G"; i rimorchi avevano le lettere fisse "TA" dopo la numerazione, secondo lo schema PG 123TA. Divenuta una municipalità autonoma il 1º settembre 2018, è stata introdotta la sigla automobilistica TZ nel 2019 (vd. sopra).

## Codici speciali

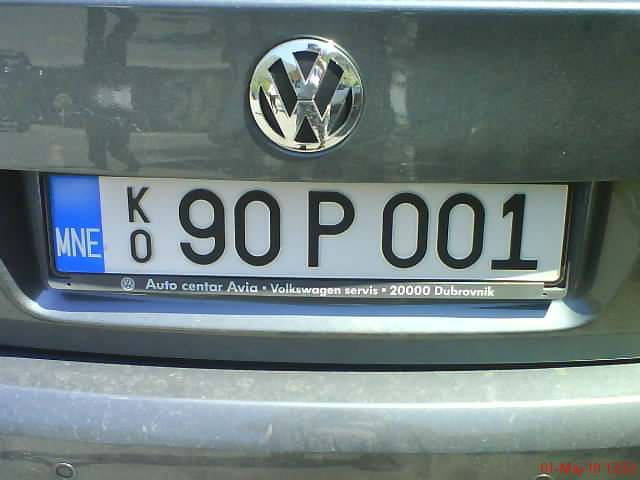
Targa di un veicolo di un'agenzia di stampa estera

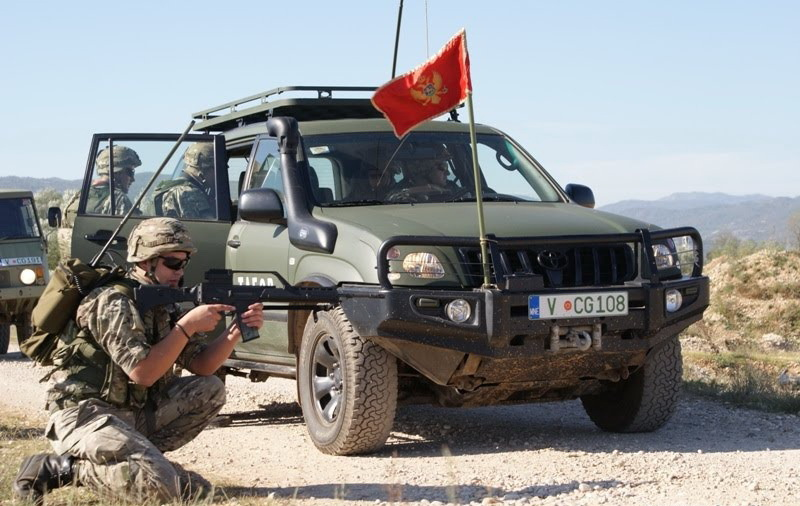
Targa anteriore di un automezzo dell'Esercito

- A - Corpo diplomatico o capo di una missione diplomatica (Ambassade)
- C - Corpo consolare (Consul)
- E - Delegazioni economiche (Economy)[4]
- M - Personale non diplomatico in missione all'estero (Mission)
- P - Agenzia di stampa estera (Press) o rappresentanti di associazioni culturali estere[4]
- P - Polizia (Policija)[5]
- V - Esercito (Vojska)[6]